# Campagnol des montagnes de Sikkim
Espèce
Synonymes
- Microtus sikimensis (Hodgson, 1849) (préféré par BioLib)[2]
- Neodon sikimensis Horsfield, 1841[2]
- Neodon thricolis (Gray, 1863)[1]
- Pitymys sikimensis[2]

Statut de conservation UICN

 LC : Préoccupation mineure
Le Campagnol des montagnes de Sikkim, Neodon sikimensis, est une espèce de rongeurs de la famille des Cricetidae. Il se rencontre au Bhoutan, en Inde, au Népal et en Chine.

## Description
Le Campagnol des montagnes de Sikkim a une longueur tête-et-corps comprise entre 97 et 119 mm et une longueur de queue de 30 à 52 mm. Sa fourrure dorsale est brun foncé, le dessous est gris foncé et il y a une bande intermédiaire ocre-brun, où les deux couleurs se rencontrent. La surface supérieure de l'avant et de ses pattes est brune-blanche et la queue est bicolore, brune au dessus et blanche en dessous. Son apparence est très similaire à la Roussette chinoise (en) (Neodon irene) bien que ces deux espèces peuvent être distinguées par l'examen de leurs dents.

## Distribution et habitat
Le Campagnol des montagnes de Sikkim est originaire de certaines régions d'Asie du sud-est. Sa aire de répartition s'étend du Bhoutan, du Bengale-Occidental et Sikkim, en Inde, par le biais du Népal de l'ouest, central et de l'est, à des altitudes supérieures à 2 500 m, et il est également présent dans le sud de la Région autonome du Tibet, à des altitudes comprises entre 2 100 et 3 700 m. Son habitat typique sont les prairies alpines, l'herbage rugueux, en lisière de forêt et dans les clairières.

## Statut de conservation
Du fait de sa présence sur un vaste territoire, y compris en zones protégées, comme dans les parcs nationaux de Langtang et de Khangchendzonga, et sa supposée grande population au total, l'Union internationale pour la conservation de la nature considère cette espèce comme de préoccupation mineure. Toutefois l'évolution de sa population reste inconnue et elle reste menacée par la disparition des zones d'habitat convenable, par l'arrivée d'espèces envahissantes et par la prédation des chiens et des chats.

## Taxonomie
Selon les sources, cette espèce est considérée comme décrite initialement par Thomas Horsfield en 1841 ou par Brian Houghton Hodgson en 1849. Toutefois, dans un document daté de mars 1849, Horsfield indique clairement que cette espèce est à attribuer à Hodgson. Il précise qu'il a demandé à Gray, qui avait décrit en 1842 l'espèce Alticola roylei (sous le protonyme de Arvicola roylei) et qui semblait très similaire, de vérifier s'il ne s'agissait pas de la même espèce. Ce à quoi il a été démontré qu'elles présentaient des différences notamment au niveau de la dentition.